# Пьетрос
Пьетрос, также Пьетросул (рум.  Vârful Pietrosu ) — высочайшая вершина (2303 м) горного массива Родна, Восточных Карпат в Румынии. Находится вблизи города Борша и села Мойсей в уезде Марамуреш. Гора, также является высочайшей вершиной Восточных Карпат.

## Галерея
- Пьетросул
- Метеорологическая станция на Пьетрос
- Вид на Пьетросул с южного подножия горного массива Родна